# 환상곡 바단조 (슈베르트)

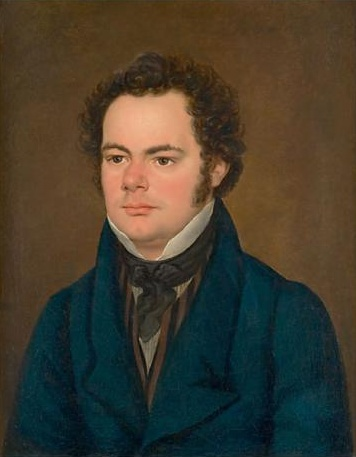
1827년의 프란츠 슈베르트

프란츠 슈베르트가 작곡한 피아노 네 손(한 피아노에 두 명의 연주자)을 위한 환상곡 (D.940, Op. posth. 103)은 슈베르트의 가장 중요한 작품 중 하나이자 그의 가장 중요한 피아노 작품 중 하나이다. 그는 이 곡을 생애 마지막 해인 1828년에 작곡했고 그의 제자 카롤라인 에스테르하지에게 바쳤다.
프란츠 슈베르트는 1828년 1월 빈에서 판타지아를 쓰기 시작했다. 이 작품은 그해 3월에 완성되었고, 5월에 초연되었다. 슈베르트의 친구 에두아르트 폰 보어른펠트는 5월 9일 일기에 슈베르트와 프란츠 라흐너가 연주한 기억에 남는 듀엣 연주가 있었다고 기록했다. 이 작품은 슈베르트가 사랑에 빠졌던 캐롤라인 에스테르하지에게 헌정되었다.
환상곡은 4개의 악장으로 나누어져 있으며 서로 연결되어 쉬지 않고 연주된다. 일반적인 공연은 약 20분 동안 진행된다.
1. 알레그로 몰토 모데라토
2. 라르고
3. 스케르초. 알레그로 비바체
4. 종악장. 알레그로 몰토 모데라토